# Voorne-Putten
Voorne-Putten est une île néerlandaise de la province de Hollande-Méridionale. Elle est délimitée par le Haringvliet au sud, la Spui à l'est, la Vieille Meuse et le Brielse Meer au nord et la Mer du Nord à l'ouest. Elle est située directement au sud du complexe industrialo-portuaire de Rotterdam.
Elle a été formée par l'union de deux îles distinctes : Voorne à l'ouest et Putten à l'est. Les deux îles ont été reliées par l'ensablement de la riviève Bernisse qui les séparait ; la Bernisse a été draguée depuis. Le canal de Voorne, qui sépare l'île en deux parties égales, ne corresponds pas exactement au tracé des deux anciennes îles. Putten est beaucoup plus petite que Voorne et est presque entièrement occupée par la commune de Spijkenisse.
L'île est divisée en deux communes, Nissewaard (Spijkenisse, Bernisse) et Voorne aan Zee (Hellevoetsluis, Brielle, Westvoorne) et est peuplée par 156 000 habitants (au 1er janvier 2006). La vieille forteresse de Brielle peut être considérée comme la capitale officieuse de l'île bien que Spijkenisse soit plus peuplée. Brielle et l'ancien port militaire de Hellevoetsluis sont des centres touristiques et sportifs prisés. L'économie de l'île est essentiellement tournée vers l'agriculture. La plupart de ses habitants travaillent à Rotterdam ou à Europort.
L'extrémité ouest de l'île est une réserve naturelle constituée de dunes, située sur la commune de Westvoorne. C'est la première partie de l'île de Voorne à être apparue. Elle formait à l'origine une seule île avec celle de Goeree, dont elle a été séparée par le Haringvliet. Les deux îles sont reliées depuis 1970 par le Haringvlietdam.
L'île de Voorne a été intégrée à la Hollande en 1371, l'île de Putten en 1581.

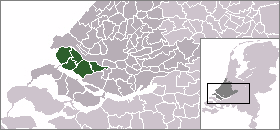
Voorne-Putten, (carte datant d'avant la réalisation du Maasvlakte)
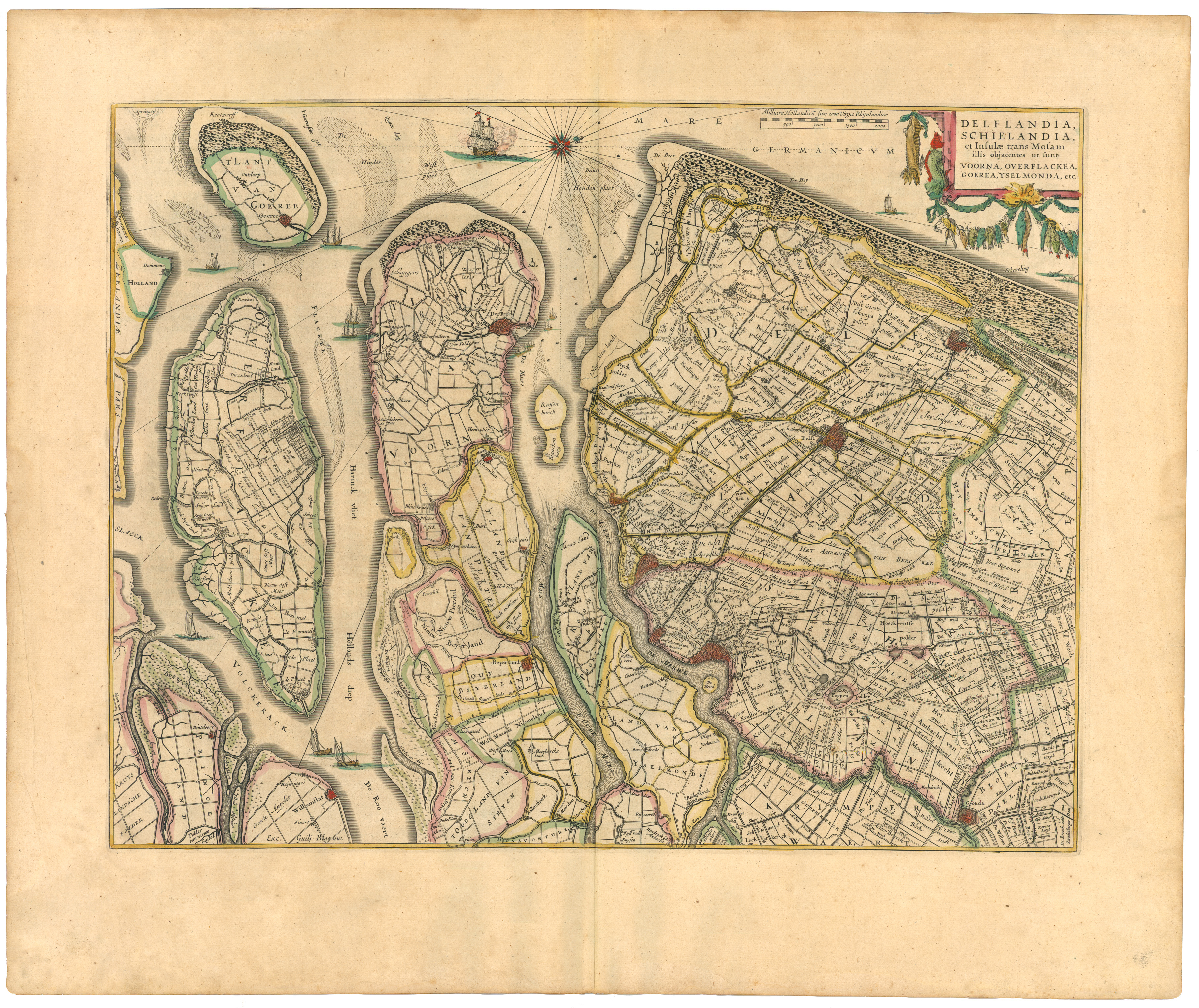
Carte du delta du Rhin et de la Meuse de 1645, (le Nord à droite).